# Square Jérôme-Bellat
Pour les articles homonymes, voir Bellat.
Le square Jérôme-Bellat est un square du 17e arrondissement de Paris.

## Situation et accès
Le site est accessible par le 2, place Stuart-Merrill.
Il est desservi par la ligne 3 à la station Porte de Champerret.

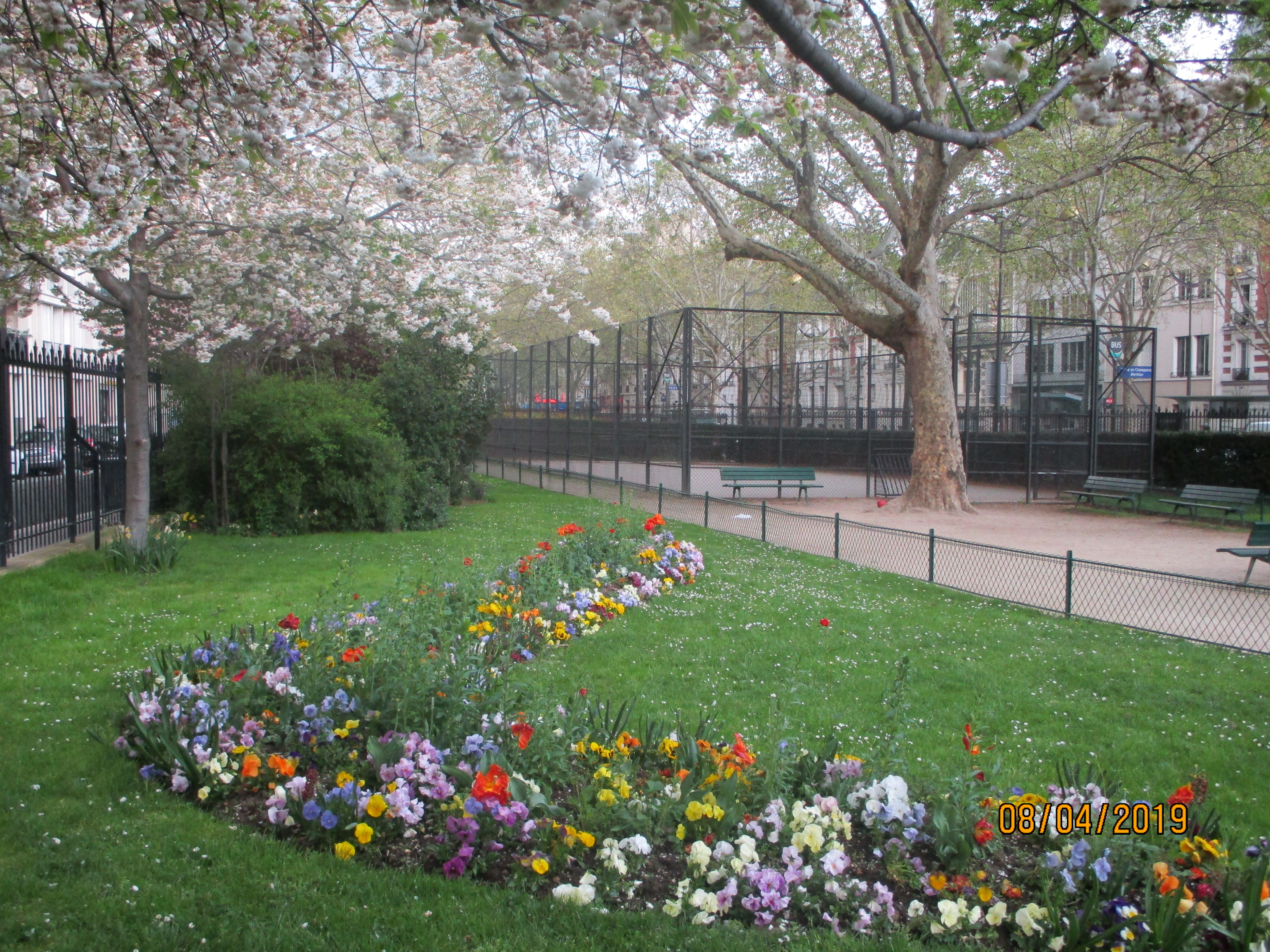
Le square au printemps.

## Origine du nom
Il doit son nom à l'architecte Jérôme Bellat, qui construisit à proximité du square les immeubles autour de la place de la Porte-de-Champerret après le démantèlement des fortifications.